# 54720 Kentstevens
54720 Kentstevens è un asteroide della fascia principale. Scoperto nel 2001, presenta un'orbita caratterizzata da un semiasse maggiore pari a 2,2013937 au e da un'eccentricità di 0,1216174, inclinata di 4,50107° rispetto all'eclittica.